# Teutonen

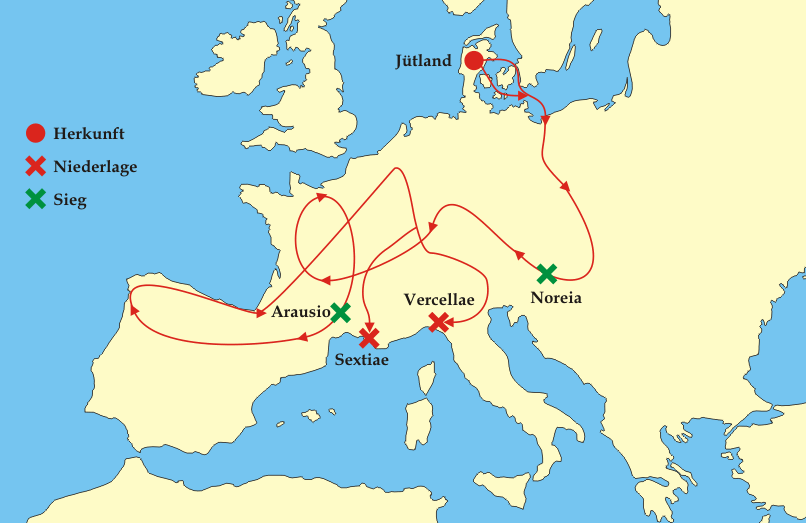
Wanderzüge der Kimbern und Teutonen

Die Teutonen (lateinisch Teutones oder Teutoni, altgriechisch Τεύτονες) waren nach römischen Quellen ein germanisches Volk der Antike, das ursprünglich im heutigen Jütland lebte. Möglicherweise beziehen sich die nordjütischen Landschaftsnamen Thy und Himmerland auf Teutonen und Kimbern. Die Teutonen wanderten um 120 v. Chr. gemeinsam mit den Kimbern aus Jütland aus und zogen bis nach Italien (siehe Kimbernkriege).

## Etymologie
Der aus griechischen und römischen Quellen überlieferte Name teutones oder teutoni lässt keine eindeutige Herkunft erkennen. Er könnte sowohl keltisch als auch vorgermanisch sein. Da es auch eine große Menge ähnlicher Wörter gab, lässt sich keine sachliche Verbindung zu bestimmten Örtlichkeiten ziehen. Am wahrscheinlichsten ist, dass der Stamm von den Römern nach dem bedeutendsten Heerführer (d. h. einem Gegner der Römer) wie König Teutobod benannt wurde.

## Siedlungsgebiet
Der römische Autor Plinius der Ältere berichtete als erster, dass die Teutonen an der Westküste Jütlands lebten, wahrscheinlich südlich der Kimbern, und dort vom Handel mit Bernstein profitierten. Neben wenigen Abweichungen siedelte Claudius Ptolemäus den Stamm zwischen Elbe und Oder an und dies bestätigten auch andere antike Quellen. Nach den antiken Schriftstellern zwang eine verheerende Sturmflut die Teutonen schließlich zum Verlassen ihres Siedlungsraumes.
Dies lässt darauf schließen, dass die Autoren die Ambronen im späteren Nordfriesland als Teil der Teutonen betrachteten. Die Teutonen dürften damit südlich der Widuu und nördlich der Eider, einschließlich der Halbinsel Angeln gewohnt haben. Unterhalb dieser Linie sind am Oberlauf der Elbe die Gräber von Langobarden belegt, während zwischen Elbe und Weser die Angeln heimisch waren.

## Geschichte
Bis heute ist nicht ganz klar, wie lange und in welchem Umfang Bernstein einst in Jütland gewonnen wurde. Es wird jedoch angenommen, dass Bernstein im späten 2. Jahrhundert v. Chr. eine Vorstufe des Geldes darstellte, womit Jütland ein attraktiver Handelsknoten war, der nach neusten Forschungen intensive Handelsbeziehungen zum Schwarzwald (zu den Quellen der Donau) pflegte. Die Darstellung antiker Autoren von verheerenden Sturmfluten an der Küste Jütlands ist angesichts des Untergangs der Insel Südfall (mit Rungholt) in der Marcellusflut von 1362 im ehemaligen Siedlungsgebiet der Ambronen durchaus wahrscheinlich. Die Nordseeküste Jütlands hat in den letzten Jahrtausenden mehrfach dramatisch Land verloren.
Als der Stamm der Kimbern um das Jahr 120 v. Chr. Jütland verließ, schlossen sich auch die Teutonen dem Zug an. Dieser führte die Stämme durch Germanien. Als Beleg für ihre Beteiligung wird oft die Erwähnung des römischen Kastellorts Teutoburgium rund 19 Kilometer nördlich der heutigen Stadt Vukovar angesehen. Unklar ist jedoch, ob sie sich den Kimbern sofort anschlossen, oder ob sie diesen mit einigem Abstand nachfolgten. Ihre Beteiligung an der Schlacht bei Noreia im Jahre 113 v. Chr. ist durch verschiedene antike Quellen belegt. Der Zug überschritt später den Rhein und verwüstete, wie Gaius Iulius Caesar berichtete, Gallien, bevor sie gegen die keltischen Belger eine Niederlage erlitten. Die Germanen wandten sich nun gegen das römische Siedlungsgebiet und besiegten ein römisches Heer in der Schlacht bei Arausio im Jahre 105 v. Chr. Danach trennte sich der Zug. Während die Kimbern nach Spanien zogen, blieben die Teutonen in Gallien. Erst zwei Jahre später vereinigten sie sich erneut zu einem gemeinsamen Angriff auf das Römische Reich. Dabei erlitten die Teutonen unter ihrem König Teutobod in der Schlacht von Aquae Sextiae im Jahre 102 v. Chr. eine vernichtende Niederlage.
Nach der Schlacht werden die Teutonen in römischen Quellen nicht mehr genannt. Die Teile des teutonischen Heeres, die nicht von der Niederlage betroffen waren, siedelten sich in den nächsten Jahren jedoch als Aduadici an der Maas an. Caesar bezeichnet den Stamm der Aduatuker als „Nachkommen der Kimbern und Teutonen“. Danach seien die Aduatuker Nachfahren der 6.000 Mann Schutzwache, die bei den Plünderungszügen der Kimbern und Teutonen 113/105 v. Chr. zur Bewachung ihres Hab und Gutes zurückgelassen worden waren. Nach zahlreichen, viele Jahre andauernden Auseinandersetzungen mit den Nachbarstämmen hätten sie nach einem Friedensschluss das Gebiet um die befestigte Stadt am Mont Falhize zum Wohnsitz gewählt.

## Der Begriff „Teutonen“ in der Neuzeit
Der Volksname Deutsche stammt nicht direkt von dem Namen des latinisierten „Teutonen“ ab. Deutsch geht – wie das niederländische duits, das englische dutch und das italienische tedesco – auf das Althochdeutsche thiutisk, diutisk zurück, und dieses wiederum ist von thiot, diot „Volk, Stamm“ abgeleitet, das – wie das altnordische Thiuthæ – auf das urgermanische Wort *theudō für „Volk“ oder „Stamm“ zurückgeht. Diutisk bedeutete ursprünglich so viel wie „zum Volk gehörig“ oder „die Sprache des Volkes sprechend“ und wurde seit spätkarolingischer Zeit zur Bezeichnung der nicht romanisierten Bevölkerung des Frankenreichs, wie der Reste der Ostgoten im Heiligen Römischen Reich, deren Rechte noch bis ins 12. Jahrhundert galten, aber auch der Angeln, Friesen und Sachsen benutzt.
Allerdings schrieben schon die Römer den Germanen den Furor teutonicus, also die „teutonische Raserei“, zu.
Der Ausdruck wird meist dem römischen Dichter Marcus Annaeus Lucanus (39–65 n. Chr.) zugerechnet, in dessen Werk Bellum civile er nach heutiger Quelle erstmals auftaucht (Liber Primus, 255 f.). Er nahm damit Bezug auf einen vermeintlich herausstechenden Charakterzug des germanischen Volksstammes der Teutonen, der wütenden, auch mit sich selbst mitleidlosen, selbstvergessenen Raserei der Teutonen in der Schlacht. Der Ausdruck spiegelt den Schrecken wider, der die aufstrebende Römische Republik beim ersten Zusammentreffen mit germanischen Stämmen auf ihrem italischen Gebiet im 2. Jahrhundert v. Chr. ergriffen hatte. Dies wurde nach der Varusschlacht aus römischer Sicht nochmals bestätigt und fortan allen Germanen zugeschrieben. In der Zeit des Nationalsozialismus wurde der Begriff „Teutone“ wiederentdeckt und propagandistisch instrumentalisiert.
Ältere Geographen sahen in der Bezeichnung Teutonen lange einen Kollektivnamen je nach Auslegung für die nichtkeltischen Bewohner der Nordseeküste oder auch für die Gesamtheit der Deutschen. Im Mittelalter und darüber hinaus wurde das lateinische Adjektiv „teutonicus“ in lateinischen Texten als (Rück-)Übersetzung von „deutsch“ gebraucht, beispielsweise in Regnum Teutonicum, dem nördlich der Alpen gelegenen Teil des römisch-deutschen Reichs und in Ordo Teutonicus, dem Deutschen Orden.
Manchmal wird ein „typisch Deutscher“ ironisch auch als Teutone oder teutonisch bezeichnet, entweder im Sinne von „ein Mann von mächtiger kräftiger Gestalt“ oder aber auch „deutschtümelnd“. Der Begriff kann „(typisch) deutsche Tugenden, Verhalten oder Wesen“ ansprechen, eine „deutsche Eigentümlichkeit“ und sowohl bewundernd, scherzhaft, aber auch abwertend benutzt und verstanden werden.
Im sprachwissenschaftlichen Kontext wird der eher neuere Begriff „Teutonismen“ zur Kennzeichnung von Wörtern verwendet, die vorwiegend in der Bundesrepublik Deutschland (ehemals primär Westdeutschland) üblich sind oder üblich geworden sind, zum Beispiel „Abitur“ gegenüber dem älteren Wort „Matura“ (oder „Ösi“ gegenüber Österreichern).
Die zur Zeit der alten Bundesrepublik (in den 1950er oder 1960er Jahren) entstandene spaßig gemeinte Wortschöpfung Teutonengrill bezeichnet einen Meeresstrand, der überwiegend von deutschsprachigen Urlaubern zum Sonnen und Bräunen aufgesucht wurde. Er bezog sich besonders auf die italienische Adriaküste und ist wohl von bundesdeutschen Medien als eine (ironische) Wortschöpfung für einen damals besonders beliebten und finanziell tragbaren neuen Urlaubsstil geprägt worden.
Im Englischen ist Teuton heute noch eine umgangssprachliche Bezeichnung für den ansonsten als German bezeichneten Deutschen, der Deutsche Orden heißt – gemäß dem lateinischen Ordo Teutonicus – dort Teutonic Order, die Deutschordensritter werden Teutonic Knights genannt.